# Ліполіз
Ліполіз, також мобілізація жирних кислот — ферментативне розщеплення запасних жирів на їх складові: гліцерин та жирні кислоти, відбувається переважно в жировій тканині. Продукти ліполізу вивільняються в кров, де жирні кислоти транспортуються у комплексі із сироватковим альбуміном. Із крові вони поглинаються клітинами, в яких зазнають подальшого перетворення: гліцерол окиснюється по гліколітичному шляху, а жирні кислоти підлягають β-окисненню. Фізіологічна роль ліполізу полягає у підтриманні постійної концентрації поживних речовин ліпідної природи, необхідних для аеробного клітинного дихання. Саме жирні кислоти забезпечують 80% енергетичних потреб печінки та міокарда, також вони використовуються скелетними м'язами в стані спокою.

## Регуляція ліполізу
Внутрішньоклітинний ліполіз тригліцеридів здійснюється в три етапи, на кожному із яких від залишку гліцеролу відщеплюється по одній жирній кислоті, проміжними продуктами відповідно є диацилгліцероли та моноацилгліцероли. Кожен із етапів каталізується окремим ферментом: перший — тригліцеридліпазою, другий — дигліцеридліпазою, а третій — моногліцеридліпазою. Перший із зазначених ензимів є регуляторним, його активність може змінюватись внаслідок зворотного фосфорилювання/дефосфорилювання, яке відбувається під впливом гормонів, зокрема адреналіну, глюкагону, інсуліну та соматотропіну. Каталітично активною є фосфорильована форма тригліцеридліпази. Проте головним чином вплив гормонів на мобілізацію жирних кислот опосередковується не зміною активності тригліцеридліпази, а зміною доступності запасів жиру  для неї. Поверхня жирової краплі в адипоцитах покрита білками периліпінами, які перешкоджають взаємодії ферментів із тригліцеридами. Фосфорилювання цих білків змінює їх функції, і вони стають залучати тригліцеридліпазу до розщеплення ліпідної краплі.
Фосфорилювання периліпінів та тригліцеридліпази здійснюється цАТФ-залежною протеїнкіназою, активність якої залежить від концентрації циклічного АМФ. цАМФ синтезується аденілатциклазою, яка у свою чергу регулюється, зокрема G-білками (стимулючими та інгібуючими) спряженими із клітинними рецепторами до відповідних гормонів. Внаслідок фосфорилювання активність тригліцеридліпази зростає приблизно в 3 рази, тоді як фосфорилювання периліпінів призводить до п'ятдесятикратного пришвидшення мобілізації ліпідів.
Адреналін та норадреналін активують ліполіз в умовах фізичного або психологічного навантаження. Схожу дію має глюкагон, що виділяється підшлунковою залозою в разі зниження концентрації глюкози в крові. Соматотропін також стимулює розщеплення тригліцеридів у жировій тканині, проте він діє переважно за умов голодування і має інший молекулярний механізм. Цей гормон впливає не на периліпіни та активність ферментів, а на кількість останніх, тобто стимулює їх біосинтез. Дія соматотропіну проявляється значно повільніше, ніж адреналіну і глюкагону, вона необхідна для поступової адаптації організму до умов голодування.
Пригнічує ліполіз гормон інсулін, по-перше, він активує фосфодіестеразу, що розщеплює цАМФ, а по-друге — збільшує проникність мембран адипоцитів до глюкози, що опосередковано призводить до зміщення ліпідного метаболізму від ліполізу до ліпогенезу.

## Ліполіз за умов нестачі вуглеводів
Для того, щоб метаболізм жирів міг протікати до кінця необхідна наявність достатньої кількості вуглеводів в організмі, тому кажуть що «жири горять у полум'ї вуглеводів». За умови надходження малої кількості вуглеводів ліполіз прискорюється, оскільки організм намагається компенсувати нестачу джерел енергії. Проте жирні кислоти, що утворюються в цьому процесі не можуть бути повністю розщеплені до вуглекислого газу та води: вони вступають в реакції β-окиснення, продуктом яких є ацетил-КоА, останній повинен включатись до циклу Кребса, для чого його має приєднати молекула оксалоацетату. Але в умовах нестачі вуглеводів велика кількість оксалоацетату перетворюється у глюкозу, необхідну для роботи головного мозку. Через це ацетил-КоА накопичується і перетворюється в печінці в так звані кетонові тіла, що після цього поступають в кров. До кетонових тіл належить ацетоацетилова кислота, β-гідроксимасляна кислота та ацетон. Збільшення концентрації кентонових тіл у крові та сечі має назву кетоз, він є характерною ознакою голодування, неправильних дієт та цукрового діабету. Кетоз супроводжується різким зниженням pH крові, що в особливо важких випадках може призвести до коми чи навіть смерті через пригнічення нервової системи.